# باب الخوخة (فاس)
باب الخوخة هو أحد أبواب سور فاس التاريخية، وتُعد البوابة الرئيسة لفاس البالي من الجهة الشرقية الوسطى. يقع بالقرب من باب الفتوح ويطلق اسم الخوخة على الباب الصغير المتواجد وسط باب كبير وذلك لتسهيل الدخول والخروج من المدينة.
بنا إدريس بن عبد الله باب الخوخة للخروج إلى بلاد تلمسان، شيد بابا شرقيا يعرف بباب الكنيسة على امتداد سور بجهة جرواوة (كرواوة)، الذي هدمه الخليفة الموحدي عبد المومن بن علي الكومي سنة أربعين وخمسمائة للهجرة، وأعاد بناءه الخليفة الناصر بن المنصور الموحدي سنة واحد وستمائة للهجرة وسماه باب الخوخة.

## هوامش
1. ↑  أبواب فاس تروي تاريخها في صمت.. معالم أثرية تبرز براعة ومهارة الصانع المغربي وذوقه الفني والمعماري نسخة محفوظة 12 مايو 2017 على موقع واي باك مشين.